# Полет 423 на „Индиан Еърлайнс“
Полет 423 на „Индиан Еърлайнс“ е вътрешен пътнически полет от международното летище Палам, Ню Делхи, до летище „Амритсар-Раджа Санси“, Амритсар, Индия, управляван от „Индиан Еърлайнс“. На 29 септември 1981 г. самолетът „Боинг 737-28A“, който изпълнява полета, е отвлечен от петима въоръжени с кинжали и ръчна граната сикхи, членове на организацията „Дал Халса“, които принуждават екипажа да откара самолета на летище Лахор в Пенджаб. На борда има 111 пътници и 6-членен екипаж. „Дал Халса“ настоява за отделна родина на сикхите Халистан.
Лидерът на похитителите, Гаджендер Сингх, разговаря с Навар Сингх, посланик на Индия в Пакистан, и излага исканията си. Той иска освобождаването на Сант Джарнел Синг Пиндранвале и други хора, както и сума от 500 000 щ. д. в брой. Пакистан спасява пътниците по искане на Индия, след като използва командоси да освободи самолета и всички в него. Похитителите са изправени пред съда в Пакистан и са осъдени на доживотен затвор. Обвиняемият, Сатнам Сингх, след приключване на процеса се връща в Индия и е изправен пред съда там, но е освободен, защото присъдата му е вече излежана в Пакистан.